# Mimasarta niveifascialis
Mimasarta niveifascialis là một loài bướm đêm trong họ Crambidae.